# Bataille de Nieuport (1600)
Pour les articles homonymes, voir Bataille et siège de Nieuport.
Guerre de Quatre-Vingts Ans
Batailles
- Chronologie de la guerre de Quatre-Vingts Ans
- Valenciennes
- Austruweel
- Rheindalen
- Heiligerlee
- Jemmingen
- Jodoigne
- Brielle
- 1er Flessingue
- Malines
- Goes
- Mons
- Haarlem
- 2e Flessingue
- Borsele
- Zuiderzee
- Alkmaar
- Leyde
- Reimerswaal
- Mook
- Lillo
- Zierikzee
- 1er Anvers
- 1er Bréda
- Gembloux
- Rijmenam
- 1er Deventer
- Maastricht
- 2e Bréda
- Açores
- 2e Anvers
- 3e Anvers
- Boksum
- Zutphen
- 1er Berg-op-Zoom
- Gravelines
- 3e Bréda
- 2e Deventer
- Groningue
- Huy
- 1er Groenlo1
- 2e Groenlo
- Turnhout
- Nieuport
- Ostende
- L'Écluse
- 3e Groenlo
- Saint-Vincent
- Gibraltar
- Saint-Vincent (1621)
- 2e Berg-op-Zoom
- 4e Bréda
- 4e Groenlo
- Matanzas
- Bois-le-Duc
- Abrolhos
- Slaak
- Maastricht
- 5e Bréda
- Cabañas
- Calloo
- Les Downs
- Saint-Vincent (1641)
- Hulst
- Cavite

La bataille de Nieuport est un épisode de la guerre de Quatre-Vingts Ans qui se déroula le 2 juillet 1600 près de la ville de Nieuport, entre l'armée hollandaise commandée par Maurice de Nassau et l'armée espagnole commandée par Albert de Habsbourg. L'armée républicaine, appuyée par un corps expéditionnaire anglais, défait contre tous les pronostics l'armée espagnole en bataille rangée mais, faute de ravitaillements et de l'appui de la population, doit abandonner la marche sur Dunkerque.

## Contexte
Contre l'avis du stathouder Maurice de Nassau, les États de Hollande et de Frise-Occidentale, lassés des pillages incessants des corsaires dunkerquois, ordonnent à leur commandant en chef de marcher vers le sud le long de la côte et de détruire ce nid de pirates que représente Dunkerque. Les parlementaires estiment que l'indiscipline prolongée des bandes mercenaires espagnoles ne permettra pas à l'archiduc Albert de tenir la place de Nieuport.
Le 21 juin, Maurice de Nassau rassemble une armée forte de douze régiments d'infanterie et de 25 escadrons de cavalerie, soit environ 12 000 fantassins et 2 000 cavaliers. Le 22, il traverse l'estuaire de l'Escaut dans une multitude de petits navires et arrive à Ostende, sa base d'opérations. Il laisse là la moitié d'un régiment et quatre escadrons pour renforcer la garnison et le 30 part pour Nieuwpoort.

## La bataille

### Premier combat
Quand il arrive devant la place, le 1er juillet, il envoie les deux tiers de ses forces sur l'autre rive de l'Yser pour se couvrir à l'ouest. Pendant la nuit, alors qu'il s'affaire aux préparatifs d'un siège en règle, il est informé que l'armée espagnole progresse à découvert dans les environs. Se sachant coupé de sa base d'opérations, le stathouder ordonne à son cousin, Ernest de Nassau, de mobiliser deux régiments pour retarder l'ennemi par des démonstrations, le temps que le gros de l'armée républicaine repasse l'Yser ; les Espagnols, acculés à la mer, n'auront en effet pas d'autre choix que de faire face sur la plage ou de rembarquer sous le feu anglais.
Ernest de Nassau, à la tête du régiment écossais d'Edmond, du régiment hollandais van der Noot, de quatre escadrons de cavalerie et de deux canons, doit s'emparer du pont de Leffinghem, mais à son arrivée il découvre que les Espagnols en sont déjà maîtres. Ernest déploie donc ses troupes derrière un fossé, espérant tenir l'ennemi à distance ; mais les Espagnols, dont le gros des forces est déjà rassemblé, l'attaquent d'emblée et son centre est promptement enfoncé. Tandis que ses fantassins, en déroute, se replient vers Ostende, la cavalerie s'enfuit et les Écossais sont massacrés jusqu'au dernier : l'armée d'Ernest de Nassau s'est désintégrée.
Après cette facile victoire, l'archiduc Albert se concerte avec ses capitaines. Pressé de retrancher son armée de l'autre côté de la route d'Ostende, il ne lui paraît pas judicieux de contraindre Maurice à le combattre sur un front resserré, car la cavalerie lourde des Républicains aura le dessus sur la cavalerie légère espagnole. Mais les mutins espagnols, qui ont rallié leur armée sous la promesse de butin, brûlent d'en découdre, et cette considération balaie toutes les autres objections. C'est ainsi que l'armée espagnole se déploie le long de la plage. Mais il est alors midi et la marée est montante : leur espace se restreignant, les bataillons doivent monter à l'assaut des dunes. Maurice de Nassau, quant à lui, n'a que le temps de mettre ses troupes en position.

### Retournement de situation

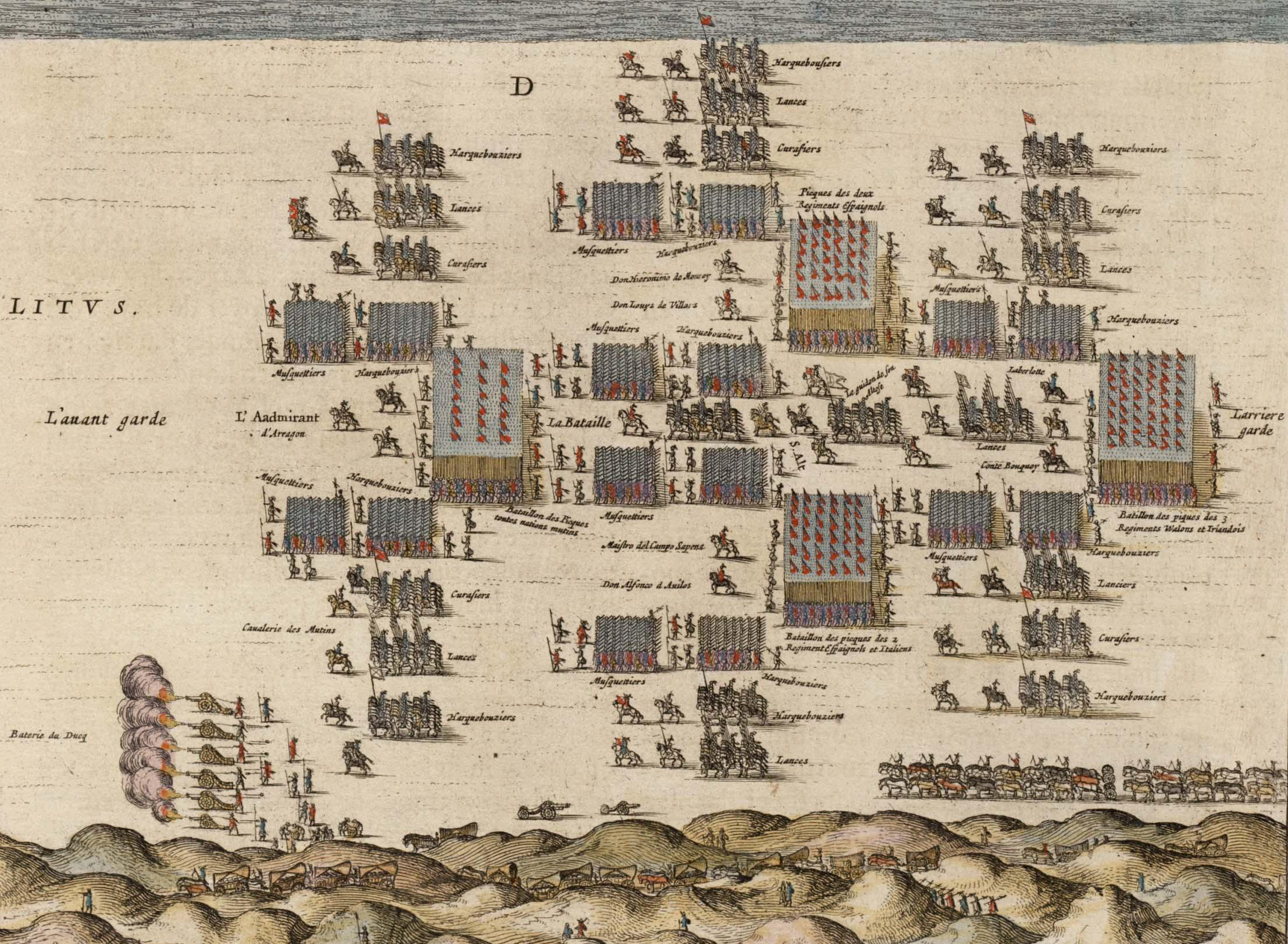
Formation des tercios pendant la bataille.

La première ligne d'infanterie hollandaise prend position sur la ligne de crête des dunes, les canons couvrant ses deux ailes par des tirs d'enfilade ; Maurice de Nassau y a placé ses meilleurs régiments, commandés par un officier anglais aguerri, Francis Vere.
Les Espagnols dépêchent une avant-garde de 500 arquebusiers pour couvrir le reste de l'armée, mais bientôt ces deux régiments, composés de bataillons de mutins ralliés, partent à l'assaut des dunes plutôt que de remplir leur mission d'appui. Ils sont repoussés par le feu ennemi, tandis que la cavalerie légère est mise en déroute par une charge de cuirassiers hollandais. La deuxième ligne d'infanterie espagnole se met alors en marche : les tercios de Sapena et d'Avila attaquent l'aile droite et débordent le régiment de Frise, forçant Maurice à dépêcher sa deuxième ligne pour tenir cette aile. Le front se stabilise.
Maurice fait alors charger toute sa cavalerie (à l'exception de trois escadrons, laissés en réserve derrière la deuxième ligne d'infanterie) : les cuirassiers hollandais débandent aisément les escadrons légers ennemis, et les escadrons mercenaires, qui avaient réussi à se replier en bon ordre, désertent cette fois pour de bon. Mais les cuirassiers sont tenus en échec par la troisième ligne espagnole, appuyée par des tirs d'artillerie, et ils doivent se replier avec de lourdes pertes.
Pendant ce temps, sur l'aile gauche hollandaise, les régiments anglais font face aux tercios aguerris de Monroy et de Villar, qui composent l'élite de l'infanterie espagnole. Les Anglais, formés à l'école de Maurice de Nassau, maintiennent un feu roulant contre les bataillons ennemis, qui montent à l'assaut des dunes par vagues régulières, couvertes à présent par des arquebusiers en embuscade. Pendant un temps, la partie reste égale, mais lorsque le corps à corps s'engage, les piquiers espagnols délogent rapidement les fusiliers anglais. Francis Vere, prenant conscience du danger, demande des renforts, mais ils arrivent trop tard et la première ligne est mise en déroute. D'un autre côté, les attaquants, épuisés après une journée de marche sous le feu ennemi, ne progressent plus que très lentement et ne peuvent profiter de tout leur avantage ; et ce qui est peut-être pire, leurs rangs ne sont pas reformés, les arquebusiers et les piquiers étant à présent mêlés. Maurice fait charger sa cavalerie de réserve, forte seulement de trois escadrons, contre eux, et le succès est complet : la confusion est à présent à son comble dans les rangs espagnols et l'ennemi se replie lentement. Le général Vere, qui est finalement parvenu à rassembler quelques bataillons derrière une batterie d'artillerie, se mêle à l'assaut, avec l'appui des renforts qu'il a réclamés. Sous cette deuxième vague, les Espagnols refluent en désordre.
Sur l'aile gauche des Républicains, l'archiduc Albert a engagé sa troisième ligne. Maurice saisit sa chance, et fait charger sa cavalerie, épuisée, pour un dernier assaut. Commandée par son cousin Louis de Nassau, elle met hors de combat le reste de la cavalerie ennemie. L'infanterie espagnole, qui est parvenue à la mêlée, ne peut seule se défendre d'une charge sur son aile et doit céder du terrain ; quelque temps après, la ligne de front est rompue et l'assaillant s'enfuit, abandonnant ses canons. Les survivants se dispersent dans la campagne environnante, mais l'inaction des troupes républicaines, barricadées dans Ostende, évite à l'armée espagnole d'être complètement massacrée.
Les pertes espagnoles (près de 2 500 victimes dont beaucoup d'officiers), sont sévères. Le train d'artillerie est perdu. En outre, l'essentiel des pertes affecte la deuxième ligne, composée de fantassins d'élite, qu'il sera très long de remplacer. Du côté des Provinces, les pertes sont également lourdes : si l'on compte les pertes de l'affaire de Leffinghem, elles se montent à 2 000 morts. Là aussi, ce sont des régiments d'élite, des vétérans écossais et anglais, qui en payent le tribut.

## Conséquences

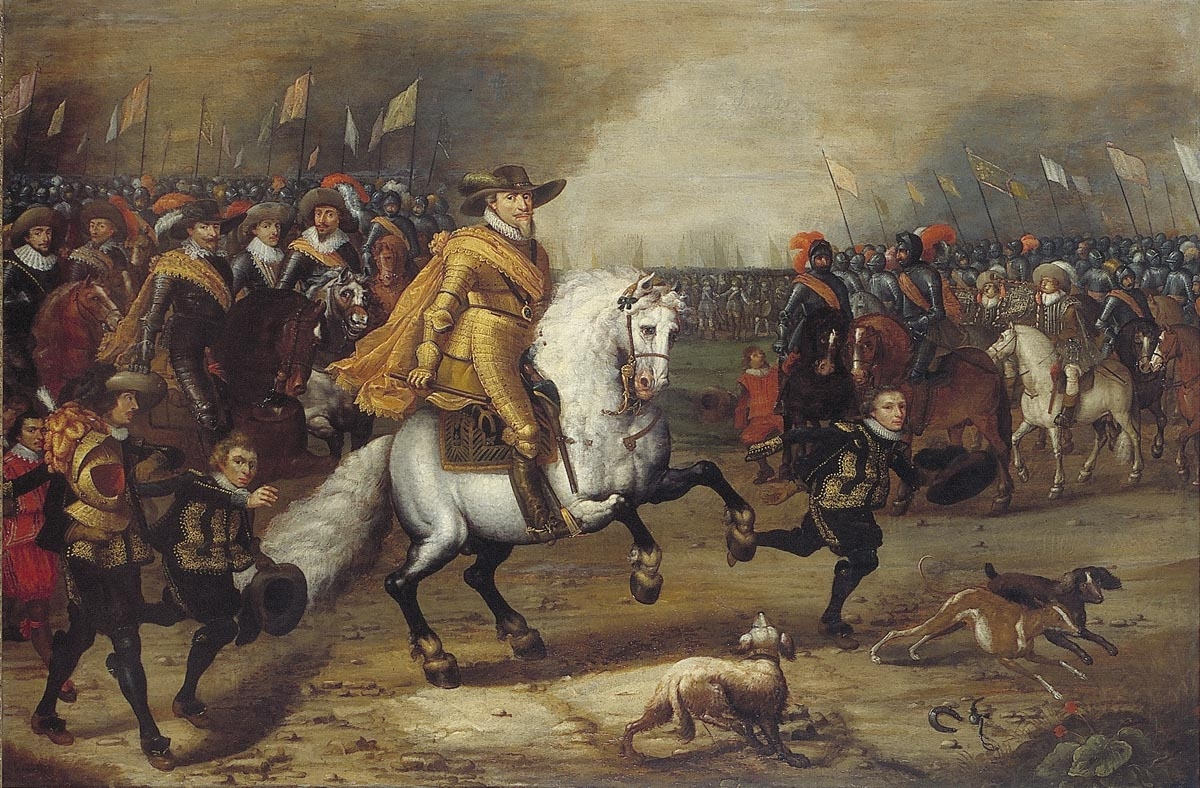
Le Prince Maurice pendant la bataille de Nieuport, 1600.

Bien que Maurice de Nassau soit parvenu à vaincre l'armée espagnole en bataille rangée (un authentique exploit en cette fin de XVIe siècle), cette victoire resta sans lendemain : les lignes de communication de l'armée des Provinces étaient en effet étirées au maximum, et par là-même fragilisées, forçant le stathouder à se replier. La population flamande, que Maurice croyait pouvoir gagner à la cause républicaine, resta loyale à la couronne espagnole. Le port de Dunkerque, objectif désigné de la campagne voulue par les États des Provinces, restait hors de portée. Ainsi, les coups de main des corsaires contre la marine de commerce hollandaise naissante allaient se poursuivre au moins plusieurs années.
Sur le plan tactique, la bataille présente un paradoxe : si les réformes militaires de Maurice de Nassau en sortent confortées, il n'en reste pas moins que l'élite de son infanterie a été délogée de ses positions, et que c'est sa cavalerie qui a fait la décision. Il semble s'en dégager la leçon suivante, à savoir qu'il est davantage profitable de poursuivre une guerre de siège que de s'engager dans de coûteuses batailles rangées. La guerre de Quatre-Vingts Ans sera en effet désormais une guerre de siège.